# ウェルズ (イングランド)
ウェルズ（Wells）は、イングランド南西部サマセット州メンディップ郡にある都市。人口は1万2110人（2021年）で、イングランド最小のシティといわれるが、中世からシティとして認められ、司教座都市となった。
ウェルズという名は、聖アンデレに捧げられ、癒しの力を持つとされた3つの井戸（Well）があることに由来する。メンディップ丘陵南麓にある。

## 出身著名人
- マリー・ランド（1964年東京オリンピック陸上競技金メダリスト）

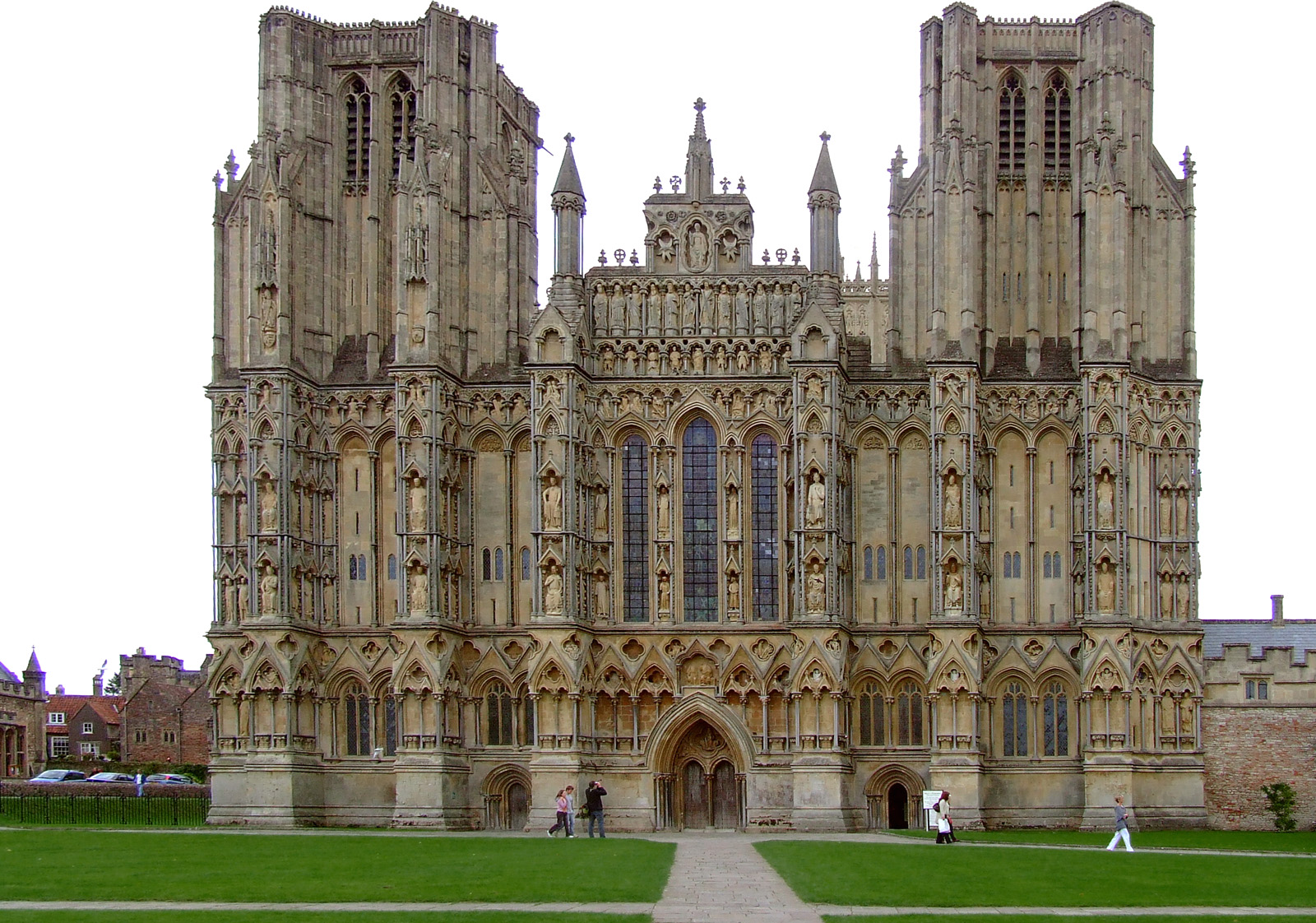
ウェルズ大聖堂

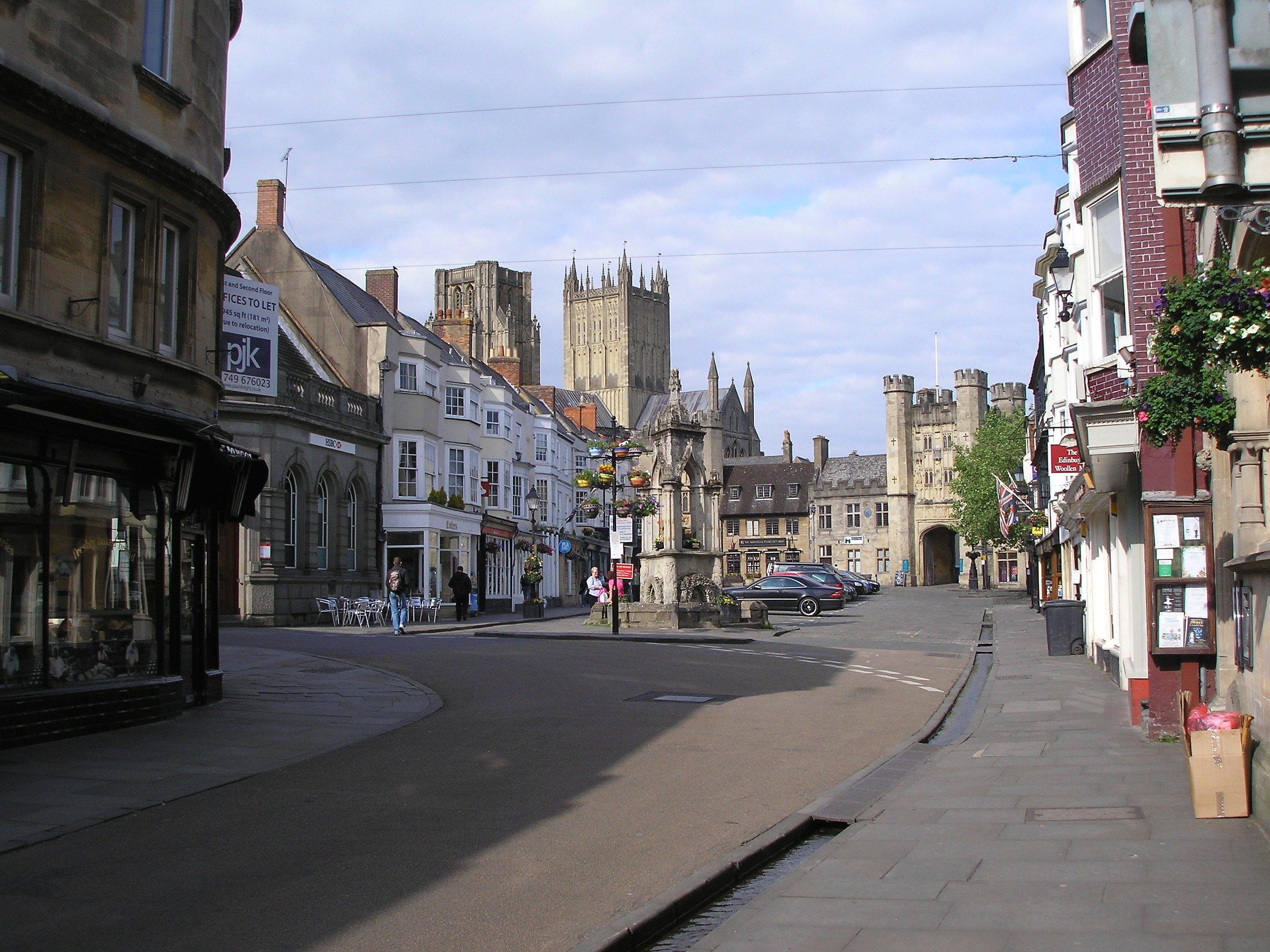
中心街